# Tau (partícula)
O tau, táuon ou tauão é uma partícula subatômica da família dos léptons, sendo que ele é muito parecido com o elétron, ele pode ser genericamente chamado de elétron superpesado, sua antipartícula é o antitau, como no caso do elétron e do múon, o tau tem um neutrino associado, este é o neutrino de tau, seu tempo de vida é de cerca 2,9 × 10-13 s.

## História
A busca pelo tau começou em 1960 no CERN, pelo grupo Bologna-CERN-Frascati (BCF), liderado por Antonino Zichichi. Zichichi teve a ideia de um novo lépton pesado sequencial, agora chamado tau, e inventou um método de busca. Ele realizou o experimento na instalação ADONE em 1969, uma vez que o acelerador se tornou operacional; no entanto, o acelerador que ele utilizou não tinha energia suficiente para buscar a partícula tau. 
Antes da descoberta do tau, Martin Perl e sua equipe passaram quase uma década (1965-1974) estudando a interação do múon com prótons, buscando diferenças entre os múons e elétrons. Apesar dos esforços, diferenças significativas entre essas partículas não foram encontradas. Esse impasse fez com que Perl começasse a especular que, talvez, a resposta não estivesse na diferença entre o múon e o elétron, mas na existência de outro lépton carregado. Foi essa linha de raciocínio que levou à proposta de uma nova busca experimental, culminando na descoberta do tau.
A busca pelo tau utilizou a aniquilação elétron-pósitron como método de pesquisa, o que possibilitou a produção de novos léptons pesados. Esse método tinha muitas vantagens, incluindo a possibilidade de explorar massas próximas à energia do feixe e a capacidade de detectar decaimentos em elétrons e múons, que produziam eventos com energia e partículas faltantes.
O tau foi previsto de forma independente em um artigo de 1971 por Yung-su Tsai. Fornecendo a teoria para essa descoberta, o tau foi detectado em uma série de experimentos entre 1974 e 1977 por Martin Lewis Perl com seus colegas e os de Tsai no Stanford Linear Accelerator Center (SLAC) e no grupo do Lawrence Berkeley National Laboratory (LBL). Seu equipamento consistia no novo anel de colisão de elétrons e pósitrons do SLAC, chamado SPEAR, e no detector magnético do LBL. Eles podiam detectar e distinguir entre léptons, hádrons e fótons. Eles não detectaram o tau diretamente, mas descobriram eventos anômalos:
"Nós descobrimos 64 eventos na forma

e+
 + 
e−
 → 
e±
 + 
μ∓
 
 pelo menos duas partículas não detectadas para as quais não temos uma explicação convencional."
A necessidade de pelo menos duas partículas não detectadas foi demonstrada pela incapacidade de conservar energia e momento com apenas uma. No entanto, não foram detectados outros múons, elétrons, fótons ou hádrons. Propôs-se que esse evento era a produção e subsequente decaimento de um novo par de partículas:
 
e+
 + 
e−
 → 
τ+
 + 
τ−
  → 
e±
 + 
μ∓
 + 4
ν
 
Isso foi difícil de verificar, pois a energia para produzir o par 
τ+

τ−
 é similar ao limiar para a produção de mésons D. A massa e o spin do tau foram posteriormente estabelecidos pelo trabalho realizado no DESY-Hamburgo com o Espectrômetro de Duplo Braço (DASP), e no SLAC-Stanford com o Contador Direto de Elétrons do SPEAR (DELCO).
O símbolo τ foi derivado do grego τρίτον (triton, que significa "terceiro" em inglês), já que foi o terceiro lépton carregado descoberto. Martin Lewis Perl dividiu o Prêmio Nobel de Física de 1995 com Frederick Reines. Este último recebeu sua parte do prêmio pela descoberta experimental do neutrino.
Antes da descoberta do tau, Martin Perl e sua equipe passaram quase uma década (1965-1974) estudando a interação do múon com prótons, buscando diferenças entre os múons e elétrons. Apesar dos esforços, diferenças significativas entre essas partículas não foram encontradas. Esse impasse fez com que Perl começasse a especular que, talvez, a resposta não estivesse na diferença entre o múon e o elétron, mas na existência de outro lépton carregado. Foi essa linha de raciocínio que levou à proposta de uma nova busca experimental, culminando na descoberta do tau.A busca pelo tau utilizou a aniquilação elétron-pósitron como método de pesquisa, o que possibilitou a produção de novos léptons pesados. Esse método tinha muitas vantagens, incluindo a possibilidade de explorar massas próximas à energia do feixe e a capacidade de detectar decaimentos em elétrons e múons, que produziam eventos com energia e partículas faltantes.
A necessidade de pelo menos duas partículas não detectadas foi demonstrada pela incapacidade de conservar energia e momento com apenas uma. No entanto, não foram detectados outros múons, elétrons, fótons ou hádrons. Propôs-se que esse evento era a produção e subsequente decaimento de um novo par de partículas. No início, houve muito ceticismo quanto à validade desses resultados. Alguns cientistas acreditavam que os eventos anômalos poderiam ser explicados pela identificação incorreta de outras partículas, como hádrons. Isso foi difícil de verificar, pois a energia para produzir o par é similar ao limiar para a produção de mésons D.

## Decaimento e detecção

Diagrama de Feynman mostrando os possíveis decaimentos leptônico e hadrônico do tau, via mediação do bóson W.

Devido a sua meia-vida muito curta, o tau rapidamente decai em outras partículas. Além disso, devido a sua alta massa de repouso, é o único lépton que consegue decair em hádrons, além de poder decair em léptons. Quando decai em hádrons, é chamado de decaimento hadrônico. E quando decai em léptons, decaimento leptônico.
Ambos os decaimentos acontecem havendo a formação do neutrino do tau, e no caso do decaimento leptônico, também a formação do antineutrino do lépton correspondente. O tau decai via interação fraca, através da mediação do bóson W.
A probabilidade do tau decair em um neutrino do tau + elétron + antineutrino do elétron é 17,818%. Para decair em um neutrino do tau + múon + antineutrino do múon é 17,818%. Assim, a probabilidade de decair leptônicamente é de 35,636%. O fato de ambos decaimentos leptônicos apresentarem a mesma probabilidade é uma consequência da universalidade leptônica.
Na maior parte das vezes o tau decai em hádrons. A probabilidade de acontecer o decaimento hadrônico é de 64,364%. Dentro do decaimento hadrônico, os diferentes canais de decaimento tem as seguintes probabilidades: 
- 25,504 % das vezes formam 1 neutrino do tau + 1 píon negativo + 1 píon neutro.
- 10,811% das vezes formam 1 neutrino do tau + 1 píon negativo.
- 9,2414 % das vezes formam 1 neutrino do tau + 1 píon negativo + 2 píons neutros.
- 8,9719 % das vezes formam 1 neutrino do tau + 2 píon negativos + 1 píon positivo.
- E o resto, para a formação de outros hádrons.[8]

Devido sua baixa meia-vida, o tau não é possível de ser detectado diretamente. Por isso, para se estudar as propriedades do tau, é necessário estudar as propriedades das partículas que são formadas nos decaimentos, para reconstruir essas propriedades do tau. No LHC, os experimentos ATLAS e CMS, fizeram uma série de medidas que houve a formação do tau, em eventos com a formação do W, Z e o quark top, no qual cada um dos três decaíram em taus.
Os experimentos de Física de Altas Energias tem dado muita atenção para o estudo dos taus, porque eles podem ser uma boa fonte para a descoberta de Nova Física, como as possíveis descobertas do leptoquark, os bósons de Higgs superssimétricos (carregado e neutro) e outras partículas supersimétricas.

## Átomos exóticos
Ao contrário dos átomos comuns, que consistem em prótons, nêutrons e elétrons, os átomos exóticos incluem partículas subatômicas incomuns ou mesmo antipartículas. Esses sistemas fornecem uma janela única para o estudo de interações fundamentais e propriedades da matéria em condições extremas. 
Alguns exemplos de átomos exóticos são:
1. Pósitônio: Átomo formado por um elétron e sua antipartícula, o pósitron. Este átomo é instável, pois o elétron e o pósitron se aniquilam rapidamente, liberando energia na forma de fótons de raios gama.
2. Muônio: Composto por um múon (uma partícula similar ao elétron, mas muito mais massiva) e um próton. Embora o muônio seja muito instável, sua breve existência permite o estudo de interações de múons em ambientes atômicos.
3. Átomos de antimatéria: Exemplificado pelo anti-hidrogênio, composto por um antipróton e um pósitron. A produção e estudo desses átomos em aceleradores de partículas ajudam a testar simetrias fundamentais na física, como a simetria CPT (Carga, Paridade e Tempo).
4. Átomos com mésons: Um méson substitui o elétron no átomo, criando um sistema que é estudado para entender melhor as interações fortes, que são as forças que mantêm os núcleos atômicos coesos